# Gađi
Gađi (cyr. Гађи) – wieś w Czarnogórze, w gminie Cetynia. W 2003 roku pozostawała niezamieszkana.